# ジョン・クラウザー
ジョン・フランシス・クラウザー（John Francis Clauser、1942年12月1日 - ）はアメリカ合衆国の理論・実験物理学者。量子力学の基礎、特にClauser-Horne-Shimony-Holt不等式（CHSH不等式）への貢献で知られる。
2010年にアラン・アスペ、アントン・ツァイリンガーとともウルフ賞物理学部門を受賞し、2022年に3人はノーベル物理学賞を受賞した。

## 経歴
カリフォルニア州パサデナ出身。1964年にカリフォルニア工科大学で物理学士を取得した。コロンビア大学で1966年に物理学修士、1969年に物理学博士を取得した。
1969年から1996年まで主にローレンス・バークレー国立研究所、 ローレンス・リバモア国立研究所、カリフォルニア大学バークレー校で研究を行っていた。
1972年、スチュアート・フリードマンとともにCHSH-ベル定理の最初の実験的検証を行った。これはベル不等式の破れの最初の実験的観測である。
1974年、マイケル・ホーンとともにベルの定理の一般化により、自然界の全ての局所実在論に厳しい制約が与えられることを示した。この研究で局所実在論により設定された、最初の完全に一般的な実験的要求としてクラウザー・ホーン不等式（CH不等式）を導入した。また、そこで「CH非増強仮説」を導入し、CH不等式はCHSH不等式に帰着され、関連する実験的テストも局所実在論を制約する。1974年には（古典的な電磁場に対するコーシー＝シュワルツの不等式の破れを介して）光に対するサブポワソン統計を最初に観測し、それにより初めて光子に対する曖昧さのない粒子的特徴を実証した。1976年にCHSH-ベル定理の予想についての世界で2番目の実験的検査を行った。